# Washington Bullets 1993-1994
La stagione 1993-94 dei Washington Bullets fu la 33ª nella NBA per la franchigia.
I Washington Bullets arrivarono settimi nella Atlantic Division della Eastern Conference con un record di 24-58, non qualificandosi per i play-off.

## Roster
| N° | Naz.                       | Ruolo | Sportivo         | Anno | Alt. | Peso |
| -- | -------------------------- | ----- | ---------------- | ---- | ---- | ---- |
| 00 | Stati Uniti (bandiera)     | C     | Kevin Duckworth  | 1964 | 213  | 125  |
| 3  | Stati Uniti (bandiera)     | G     | Rex Chapman      | 1967 | 193  | 84   |
| 4  | Sudan (bandiera)           | C     | Manute Bol       | 1962 | 229  | 91   |
| 4  | Australia (bandiera)       | G     | Andrew Gaze      | 1965 | 201  | 93   |
| 4  | Stati Uniti (bandiera)     | GA    | Gerald Paddio    | 1965 | 201  | 93   |
| 10 | Stati Uniti (bandiera)     | G     | Michael Adams    | 1963 | 178  | 73   |
| 14 | Stati Uniti (bandiera)     | G     | Doug Overton     | 1969 | 191  | 86   |
| 15 | Stati Uniti (bandiera)     | A     | Kenny Walker     | 1964 | 203  | 95   |
| 20 | Stati Uniti (bandiera)     | G     | Brent Price      | 1968 | 185  | 75   |
| 22 | Stati Uniti (bandiera)     | G     | LaBradford Smith | 1969 | 191  | 91   |
| 24 | Stati Uniti (bandiera)     | A     | Tom Gugliotta    | 1969 | 208  | 109  |
| 32 | Stati Uniti (bandiera)     | GA    | Mitchell Butler  | 1970 | 196  | 95   |
| 33 | Stati Uniti (bandiera)     | A     | Larry Stewart    | 1968 | 203  | 100  |
| 34 | Stati Uniti (bandiera)     | A     | Don MacLean      | 1970 | 208  | 107  |
| 35 | Stati Uniti (bandiera)     | GA    | Ron Anderson     | 1958 | 201  | 98   |
| 40 | Stati Uniti (bandiera)     | GA    | Calbert Cheaney  | 1971 | 201  | 95   |
| 42 | Rep. Dominicana (bandiera) | C     | Tito Horford     | 1966 | 216  | 111  |
| 43 | Stati Uniti (bandiera)     | AC    | Pervis Ellison   | 1967 | 206  | 95   |
| 50 | Stati Uniti (bandiera)     | AC    | Marty Conlon     | 1968 | 208  | 102  |
| 77 | Romania (bandiera)         | C     | Gheorghe Mureșan | 1971 | 231  | 137  |

## Staff tecnico
- Allenatore: Wes Unseld
- Vice-allenatori: Jeff Bzdelik, Robert Reid
- Preparatore atletico: John Lally